# Carlo Armiento
Carlo Armiento (Adelaide, 4 giugno 1999) è un calciatore australiano con cittadinanza italiana, ala del Wellington Phoenix.

## Carriera
Cresciuto nei settori giovanili di Adelaide City e Adelaide Utd, il 16 novembre 2018 firma il primo contratto professionistico con i Reds; il 12 dicembre 2019 viene svincolato dal club della sua città natale. Il 5 febbraio 2020 viene tesserato dal Perth Glory, con cui il 30 novembre seguente segna la prima rete in carriera in AFC Champions League, nel pareggio per 3-3 ottenuto contro lo Shanghai Shenhua. Il 24 giugno 2021 firma un rinnovo biennale, ma nel successivo mese di agosto riporta la rottura del legamento crociato anteriore del ginocchio sinistro. Il 14 settembre 2022 rescinde il contratto che lo legava al Glory, venendo contestualmente tesserato dal Brisbane Roar; torna a giocare con il club del Queensland nel successivo mese di ottobre, 403 giorni dopo l'infortunio subito.
Nell'estate del 2024 si trasferisce alla Turris.
Nell'estate del 2025 si trasferisce al Wellington Phoenix.

## Statistiche

### Presenze e reti nei club
Statistiche aggiornate al 6 agosto 2025.
| Stagione             | Squadra              | Campionato           | Campionato | Campionato | Coppe nazionali | Coppe nazionali | Coppe nazionali | Coppe continentali | Coppe continentali | Coppe continentali | Altre coppe | Altre coppe | Altre coppe | Totale | Totale | Totale |
| Stagione             | Squadra              | Comp                 | Pres       | Reti       | Comp            | Pres            | Reti            | Comp               | Pres               | Reti               | Comp        | Pres        | Reti        | Pres   | Reti   |        |
| -------------------- | -------------------- | -------------------- | ---------- | ---------- | --------------- | --------------- | --------------- | ------------------ | ------------------ | ------------------ | ----------- | ----------- | ----------- | ------ | ------ | ------ |
| 2018-2019            | Adelaide Utd         | AL                   | 5          | 0          | FFA             | 0               | 0               | -                  | -                  | -                  | -           | -           | -           | 5      | 0      |        |
| feb.-ago. 2020       | Perth Glory          | AL                   | 4          | 0          | FFA             | -               | -               | ACL                | 5                  | 1                  | -           | -           | -           | 9      | 1      |        |
| 2020-2021            | Perth Glory          | AL                   | 22         | 3          | -               | -               | -               | -                  | -                  | -                  | -           | -           | -           | 22     | 3      |        |
| Totale Perth Glory   | Totale Perth Glory   | Totale Perth Glory   | 26         | 3          |                 | 0               | 0               |                    | 5                  | 1                  |             | -           | -           | 31     | 4      |        |
| 2022-2023            | Brisbane Roar        | AL                   | 24         | 3          | AC              | 0               | 0               | -                  | -                  | -                  | -           | -           | -           | 24     | 3      |        |
| 2023-2024            | Brisbane Roar        | AL                   | 13         | 0          | AC              | 4               | 1               | -                  | -                  | -                  | -           | -           | -           | 17     | 1      |        |
| Totale Brisbane Roar | Totale Brisbane Roar | Totale Brisbane Roar | 37         | 3          |                 | 4               | 1               |                    | -                  | -                  |             | -           | -           | 41     | 4      |        |
| 2024-2025            | Turris               | C                    | 14         | 1          | -               | -               | -               | -                  | -                  | -                  | -           | -           | -           | 14     | 1      |        |
| 2025-2026            | Wellington Phoenix   | AL                   | -          | -          | AC              | -               | -               | -                  | -                  | -                  | -           | -           | -           | -      | -      |        |
| Totale carriera      | Totale carriera      | Totale carriera      | 68         | 6          |                 | 4               | 1               |                    | 5                  | 1                  |             | -           | -           | 77     | 8      |        |

## Palmarès

### Club

#### Competizioni nazionali
- FFA Cup: 1

Adelaide United: 2018